# Pillsbury Doughboy
El Pillsbury Doughboy, popularmente llamado Poppy Fresco (Poppin' Fresh en inglés), es un logotipo y a su vez la mascota de la empresa de dulces y repostería Pillsbury Company. Fue creado por Leo Burnett. En Hispanoamérica también es conocido como 'Masin'.

## Características
Poppy Fresco consiste en un muñequito, aparentemente hecho de masa para donuts/galletas. Lleva un gorro de cocinero con el logotipo oficial de Pillsbury Company en la parte de abajo. Es algo gordito, y ese hecho le ha dado su toque de diversión a sus múltiples anuncios, incluyendo algunas veces la acción de soltar una flatulencia cuando se ríe demasiado por las cosquillas que le hacen. También esto ha dado lugar a muchas parodias en webs y animaciones de Internet.
La idea de esta mascota, es un "personajillo pequeño y agradabable, gordito, con una cara amistosa y un gorrito de cocinero". Esa es la clave del marketing y éxito de la empresa (o al menos lo fue en su época estrella), al igual que incita a que el personaje "hace los productos de la empresa, y por ello son deliciosos".[cita requerida] La figura de Poppy Fresco es también usada para otras propagandas de dulces, así como por aparecer en algunos anuncios e imágenes de promoción, además de diversas parodias.
Se hicieron muñecos de Poppy Fresco para comercializar, como una forma de merchandising de la empresa.

### Familia Pillsbury
Aparte de los muñecos del propio Poppy Fresco, también se creó una familia ficticia del mismo, comercializando muñecos también como marketing:
- Poppie Fresh (Mrs. Poppin' Fresh, Pillsbury Doughgirl) (esposa)
- GrandPopper y GrandMommer (abuelos)
- Biscuit (gato mascota)
- Flapjack (perro mascota)